# Ringer-Europameisterschaften 1993
Die Ringer-Europameisterschaften 1993 der Männer fanden in Istanbul statt. Erstmals seit 1988 wurde auch wieder eine EM der Frauen ausgetragen, diese fand im russischen Iwanowo statt.

## Männer Griechisch-römisch

### Ergebnisse
| Klasse  | Gold                              | Silber              | Bronze                            |
| ------- | --------------------------------- | ------------------- | --------------------------------- |
| -48 kg  | Safar Safar ogly Gulijew          | Nick Zagranitschni  | Gela Papaschwili                  |
| -52 kg  | Natiq Eyvazov                     | Andrij Kalaschnykow | Samwel Wladimirowitsch Danijeljan |
| -57 kg  | Mikael Lindgren                   | Ruslan Chakimow     | Marian Sandu                      |
| -62 kg  | Sergei Alexandrowitsch Martynow   | Jenő Bódi           | Georgi Saskavets                  |
| -68 kg  | Islam Dugushiev                   | Oleg Tokarev        | Kamandar Madschydau               |
| -74 kg  | Beslan Sawarbekowitsch Tschagijew | Asad Alijew         | Stojan Dobrew                     |
| -82 kg  | Thomas Zander                     | Hamza Yerlikaya     | Murat Nausbijewitsch Kardanow     |
| -90 kg  | Jörgen Olsson                     | Ali Mollow          | Hakkı Başar                       |
| -100 kg | Sjarhej Dsjamjaschkewitsch        | Ibragim Schawchalow | Tengis Tedoradse                  |
| 130 kg  | Alexander Alexandrowitsch Karelin | Piotr Kotok         | Sergei Mureiko                    |

### Medaillenspiegel (Männer griechisch-römisch)
| Rang | Land          | Gold | Silber | Bronze |
| ---- | ------------- | ---- | ------ | ------ |
| 1    | Russland      | 5    | 1      | 2      |
| 2    | Aserbaidschan | 1    | 1      | 0      |
| 3    | Belarus       | 1    | 0      | 2      |
| 4    | Schweden      | 1    | 0      | 0      |
|      | Deutschland   | 1    | 0      | 0      |
|      | Finnland      | 1    | 0      | 0      |
| 7    | Ukraine       | 0    | 3      | 0      |
| 8    | Bulgarien     | 0    | 1      | 1      |
|      | Türkei        | 0    | 1      | 1      |
|      | Moldau        | 0    | 1      | 1      |
| 11   | Ungarn        | 0    | 1      | 0      |
|      | Israel        | 0    | 1      | 0      |
| 13   | Georgien      | 0    | 0      | 2      |
| 14   | Rumänien      | 0    | 0      | 1      |

## Männer Freistil

### Ergebnisse
| Klasse  | Gold                             | Silber                 | Bronze           |
| ------- | -------------------------------- | ---------------------- | ---------------- |
| -48 kg  | Marian Nedkow                    | İlyas Şükrüoğlu        | Wiktor Efteni    |
| -52 kg  | Ahmet Orel                       | Sultan Dawudow         | Michail Kushnir  |
| -57 kg  | Remzi Musaoğlu                   | Sjarhej Smal           | Abdulaziz Azizov |
| -62 kg  | Magomed Kurbanowitsch Asisow     | Ilham Abbasov          | Stefan Fernyak   |
| -68 kg  | Sasa Sasirow                     | Arajik Geworgjan       | Gotscha Makojew  |
| -74 kg  | André Backhaus                   | János Nagy             | Victor Peicov    |
| -82 kg  | Rustem Kasbekowitsch Kelechsajew | Sebahattin Öztürk      | Aljaksandr Sauko |
| -90 kg  | Dschambulat Tedejew              | Luka Eldari Kurtanidze | Kenan Şimşek     |
| -100 kg | Arawat Sabejew                   | Alexej Nitchepurenko   | Ali Kayali       |
| 130 kg  | Mahmut Demir                     | Mirabi Walijew         | Gennadi Schilzow |

### Medaillenspiegel (Männer Freistil)
| Rang | Land          | Gold | Silber | Bronze |
| ---- | ------------- | ---- | ------ | ------ |
| 1    | Türkei        | 3    | 2      | 2      |
| 2    | Ukraine       | 2    | 2      | 2      |
| 3    | Russland      | 2    | 1      | 3      |
| 4    | Deutschland   | 2    | 0      | 0      |
| 5    | Bulgarien     | 1    | 0      | 0      |
| 6    | Belarus       | 0    | 1      | 1      |
| 7    | Ungarn        | 0    | 1      | 0      |
|      | Armenien      | 0    | 1      | 0      |
|      | Aserbaidschan | 0    | 1      | 0      |
|      | Georgien      | 0    | 1      | 0      |
| 11   | Moldau        | 0    | 0      | 1      |
|      | Slowakei      | 0    | 0      | 1      |

## Frauen Freistil

### Ergebnisse
| Klasse | Gold                         | Silber             | Bronze               |
| ------ | ---------------------------- | ------------------ | -------------------- |
| -44 kg | Tatyana Karamtschakowa       | Lyubov Shupina     | Oksana Nazarko       |
| -47 kg | Tetei Alibekowa              | Swetlana Oday      | Ulrike Böhme         |
| -50 kg | Lilia Islamova               | Angela Belous      | Anna Gomis           |
| -53 kg | Elena Egochina               | Tatjana Antonowa   | Agnes Canna-Ferina   |
| -57 kg | Natalya Vinogradova          | Oksana Lapschina   | ---                  |
| -61 kg | Zeynab Kazavatova            | Evdukia Grigoria   | Isabelle Dourthe     |
| -65 kg | Elmira Magomedowna Kurbanowa | Sylvie Thomé       | Nathalie Zengafinnen |
| -70 kg | Natalja Lasarenko            | Evangelia Nikolaou | Svetlana Jashkina    |
| 75 kg  | Eugenia Ossipenko            | Tatyana Komarnicka | Vanessa Civit        |

### Medaillenspiegel (Frauen Freistil)
| Rang | Land         | Gold | Silber | Bronze |
| ---- | ------------ | ---- | ------ | ------ |
| 1    | Russland     | 9    | 1      | 0      |
| 2    | Ukraine      | 0    | 5      | 2      |
| 3    | Griechenland | 0    | 2      | 0      |
| 4    | Frankreich   | 0    | 1      | 4      |
| 5    | Schweiz      | 0    | 0      | 1      |
|      | Luxemburg    | 0    | 0      | 1      |